# Hookeriopsis cavifolia
Hookeriopsis cavifolia är en bladmossart som beskrevs av Georg Friedrich von Jaeger 1877. Hookeriopsis cavifolia ingår i släktet Hookeriopsis och familjen Hookeriaceae. Inga underarter finns listade i Catalogue of Life.